# Conjoint en droit français
En droit français, le terme conjoint est souvent réservé aux personnes mariées (de sexe différent ou non) notamment en droit civil et en droit fiscal, mais la définition du mot peut varier dans d'autres domaines du droit (par exemple en droit du travail). On peut en outre parfois trouver en jurisprudence le terme de « conjoints pacsés ». 

## Historique et langage courant
Dans le langage courant, les conjoints désignaient historiquement en France les époux, c'est-à-dire un homme et une femme unis par les liens du mariage. 
Mais au cours du XXe siècle cette notion a évolué avec les mœurs. Le concubinage devenant plus courant que le mariage, on utilise de plus en plus le terme conjoints pour un couple non marié. De plus, le mariage n'est plus réservé aux couples de sexe différent. Il peut s'agir d'un homme et d'une femme ou de deux personnes du même sexe. Le mot concubin étant parfois jugé péjoratif, le mot conjoint, certes moins précis, lui est souvent préféré dans la pratique[réf. nécessaire].
Dans le langage courant, le terme conjoint, utilisé seul ou parfois complété d'un adjectif précisant la situation juridique peut donc signifier :
- tantôt l'époux notamment avec l'expression conjoint marié ;
- tantôt le partenaire lié par un pacte de solidarité avec l'expression conjoint pacsé synonyme de partenaire de PACS ;
- ou encore le concubin notamment avec l'expression conjoint non marié ;

## Droit civil
Le droit civil réserve généralement le terme conjoint à deux personnes mariées. Au sujet des personnes non mariées, on parle de concubins. En France, le mariage étant autorisé entre deux personnes quel que soit leur sexe, on parle aussi de conjoints et de concubins entre deux personnes de même sexe.
Le conjoint désigne en droit civil et en procédure civile une personne mariée, de sexe différent ou non de son partenaire de vie. Ainsi, dans le texte du décret du 28 décembre 1998 qui a modifié l'article 762 (anciennement 828) du code de procédure civile, on trouve la distinction "leur conjoint ou concubin". Le PACS a été créé depuis et le terme concubin défini légalement.
Mais à côté de celle de « concubins pacsés » on trouve aussi en jurisprudence de façon très circonscrit la notion de « conjoints pacsés ». 

### Le conjoint survivant
Le conjoint successible, parfois également désigné sous le terme de conjoint survivant est défini à l'article 732 du code civil comme « le conjoint survivant non divorcé ». Ce statut permet d'obtenir certains droits en matière de succession.

## Droit fiscal
De même, le code général des impôts distingue systématiquement les conjoints des partenaires liés par un PACS, confirmant l'utilisation juridique du terme conjoint pour désigner généralement les personnes mariées. 

## Droit commercial
Par ailleurs, le décret no 2006-966 du 1er août 2006 pris pour l'application de la loi no 2005-882 du 2 août 2005 en faveur des petites et moyennes entreprises, réserve la notion de "conjoint collaborateur" uniquement aux couples mariés (en fait uniquement au conjoint sans définir le terme conjoint).
L'expression "conjoint pacsé" est fréquemment utilisée par les tribunaux de commerce notamment lorsqu'une partie a désigné son partenaire de PACS pour la représenter.

## Droit du travail
En droit du travail, le terme conjoint regroupe le conjoint marié ou pacsé dans certaines conventions collectives,. Dans d'autres conventions collectives, le terme conjoint regroupe le conjoint marié ou pacsé et le concubin,.

## Commission d'Accès au Documents Administratifs (CADA)
Le terme « conjoints pacsés » est admis sans difficulté par la CADA dans un conseil du 6 juin 2019, Mairie de Riom, no 20192310[réf. à confirmer].